# Косме Фернандіш
Косме Фернандіш (порт. Cosme Fernandes, МФА: [ˈkoʒ.mɨ fɨɾ.ˈnɐ̃.dɨʃ]) або Бакалавр Кананійський (порт. Bacharel Mestre de Cananeia) — відомий португальський дуградаду XVI століття, що був залишений на узбережжі південної Америки та відправлений на південь від узбережжя Сан-Паулу.
Покинутий разом з іншими новими християнами поблизу Кананеї близько 1531 року, пізніше він мстився, грабуючи Сан-Вісенте під час війни в Ігуапі.